# Leif Strömberg
Leif Strömberg, född 4 januari 1962, är en ishockeytränare. Han vann TV-pucken 1978 för Stockholm. 2022 fick han sparken som tränare från Krefeld Pinguine. 
Leif Strömberg fick med Stefan Nyman den 10 december 2008 sparken från Södertälje SK. 25 februari 2009 återanställdes båda av SSK. Under de två lediga månaderna var Strömberg med i Hockeyligans studioprogram Övertid och i SVT:s studioprogram Hockeykväll som expert. Efter kvalserien 2009 blev han klar som ny tränare för Leksands IF. Under hans ledning vann klubben Allsvenskan säsongen 2009/2010 och kom trea i kvalserien. Efter säsongen lämnade Strömberg Leksand.
På en presskonferens den 3 mars 2011 presenterades Leif Strömberg som ny tränare för den Allsvenska ishockeyföreningen Malmö Redhawks. Ett uppdrag som han fick sparken ifrån den 10 december samma år.